# 三井物産流通グループ
三井物産流通グループ株式会社（みついぶっさんりゅうつうグループ、英: Mitsui & Co. Retail Group, Ltd.）は、三井物産における食品卸売事業を担う中核会社である。小網と三友食品を直接的な源流とする。
三井グループの一員であり、2024年4月1日付で旧三井食品（存続会社）、旧三井物産流通ホールディングス、旧ベンダーサービス、旧リテールシステムサービス、旧物産ロジスティクスソリューションズの計5社の合併新会社として発足した。

## 沿革
参照：
- 1928年7月 - キッコーマン系の醤油問屋5社の共同出資により、合資会社小網商店 設立。
- 1929年12月 - 山室勝年商店 創業。
- 1960年
  - 9月 - 株式会社小網商店 設立。
  - 12月 - 株式会社小網商店と合資会社小網商店が合併。
- 1963年11月 - 株式会社小網に社名変更。

- 1968年7月 - 名神食品を吸収合併。
- 1981年5月
  - 山室勝年商店が、三和食品に商号変更。
  - 三友食品を設立、三和食品の事業を吸収。
- 1984年1月 - 物産食品販売を吸収合併。
- 1990年10月 - 平野大阪屋を吸収合併。
- 1994年9月 - シンセイを吸収合併。
- 1996年10月 - ヒロイを吸収合併。
- 2000年
  - 6月 - 関連会社の三友大彦を吸収合併。
  - 7月 - 三友食品と小網が合併、株式会社三友小網 発足。

- 2002年3月 - 関連会社として、エスケイ仙台酒販を設立。
- 2004年4月 - 三井食品株式会社に社名変更。
- 2006年
  - 2月 - ニイミ物産の一部事業を譲受。
  - 4月 - 国分（現：国分グループ本社）との業務提携。
- 2009年3月 - 梅澤との業務提携。
- 2010年
  - 5月 - 日本ペネットと業務提携。
  - 12月 - 梅澤を子会社化
- 2011年
  - 2月 - 日本ペネットから一部事業を譲受。
  - 4月 - 梅澤と合併。中部支社を開設。
- 2012年4月 - エスケイ仙台酒販を吸収合併。
- 2013年
  - 5月 - 旧永井商店の卸売事業を譲受、三井食品100%子会社として、（新）永井商店を設立。
  - 11月 - 浅井酒類との資本業務。
  - 12月 - 藤徳物産との資本業務。

- 2020年6月1日 - ベンダーサービス、リテールシステムサービス、物産ロジスティクスソリューションズとの共同持株会社として、三井物産流通ホールディングス株式会社を設立[6]。
- 2024年
  - 4月1日 - 三井物産流通HDほか4社との合併を実施、三井物産流通グループ株式会社 発足（上記参照）。

## 関連会社
- 株式会社永井商店 - 総合食品商社。2013年5月付で、同名の旧法人より卸売事業を譲り受けることを目的に設立。
- 淺井酒類株式会社 - 酒類の卸売事業
- 藤徳物産株式会社 - 食品・酒類等の卸売事業、不動産賃貸事業、太陽光発電事業
- 株式会社エス・ブイ・デー - 日用品、雑貨、健康食品等の販売